# Mura romane di Verona
Le mura romane di Verona furono un'importante cortina difensiva provvista di numerosi torrioni e porte monumentali, realizzata in più fasi costruttive che si sono succedute partendo dalla tarda età repubblicana fino a giungere ai primi regni romano-germanici.
La prima fase di costruzione delle difese partì intorno alla seconda metà del I secolo a.C., in seguito all'ottenimento da parte di Verona del rango di municipium romano; una seconda fase di ristrutturazione e ampliamento della cinta urbica avvenne nel III secolo su spinta dell'imperatore Gallieno e, infine, in un'ultima fase sugli inizi del VI secolo, Teodorico il Grande fece rafforzare nuovamente le difese urbiche romane, aggiungendo una seconda cerchia. Oggi rimangono pochi resti archeologici delle mura, mentre sono meglio conservate le due porte principali, porta Borsari e porta Leoni.

## Storia

### Fondazione di Verona e costruzione delle mura
La città di Verona fu, fin dall'antichità, un luogo strategico per il controllo delle vie transalpine che connettevano la Pianura Padana con l'Europa centrale attraverso la valle dell'Adige. La temporanea occupazione della città nel 102-101 a.C. da parte dei Cimbri rivelò per la prima volta agli occhi del Senato romano l'importanza del controllo e della difesa di questo centro abitato, in quel momento ancora sotto il governo degli alleati Veneti. Dell'antico oppidum fortificato che sorgeva sul colle San Pietro, luogo in cui si era sviluppato l'abitato protostorico di Verona, vi è tuttavia una conoscenza lacunosa; solo un tratto di bastione in opera quadrata in tufo locale, preceduto da un muro di controscarpa, ha permesso di desumere come l'abitato veneto fosse stato fortificato nel 90 a.C.
La definitiva romanizzazione della Gallia Transpadana, e quindi di Verona, avvenne nella primavera del 49 a.C., quando il tribuno della plebe Lucio Roscio Fabato propose una legge, denominata in suo onore Lex Roscia, con cui si concedeva la cittadinanza romana agli abitanti tra il Po e le Alpi. La legge passò senza opposizione alcuna: Verona divenne municipium romano e fu ordinata amministrativamente secondo la normale costituzione quattuorvirale. Una volta ottenuto il controllo di Verona, dunque, i governanti di Roma decisero di fortificare la città in modo da consolidare il confine alpino e creare una testa di ponte per eventuali future imprese militari. Immediatamente sorse però una problematica relativa alla localizzazione dell'abitato; come detto, la cittadina di origini venete era sorta lungo le pendici di colle San Pietro, in un'area che non era più sufficiente né per il futuro sviluppo dell'abitato né per consentire una sua ordinata pianificazione, tipica dell'urbanistica romana.
Un nuovo centro venne quindi fondato sull'altra sponda del fiume Adige, dove le sue ampie anse formano una sorta di penisola naturale, valida difesa da possibili attacchi. In questo modo fu inoltre possibile realizzare due soli tratti di cortina muraria lungo il lato meridionale della città, l'unico che non erano difeso naturalmente dal fiume. La cinta era fornita di due porte principali, porta Iovia (oggi detta Borsari) lungo il decumano massimo e porta Leoni sul cardine massimo, oltre a una serie di torri poste in corrispondenza dei decumani e dei cardini minori che fungevano da postierle: alcune di loro erano sicuramente fornite di un passaggio per i carri al centro della strada e di due passaggi laterali più piccoli per i pedoni, in corrispondenza dei marciapiedi.
Intorno al 10 a.C. furono edificate, sulla sinistra dell'Adige, due grandi porte monumentali, di cui una posta a nord dell'antico pons lapideus e una a sud del "nuovo" pons marmoreus, oggi dette rispettivamente porta di Santo Stefano e porta di San Faustino; esse furono realizzate, per questioni di decoro urbano, del tutto simili a quelle situate sulla destra d'Adige. Tutte e quattro le porte maggiori, già intorno alla prima metà del I secolo, subirono un intervento di rinnovamento e monumentalizzazione dei prospetti principali, che vennero realizzati in marmo, a nascondere gli antichi prospetti in laterizio.

### Restauri e ampliamenti a seguito delle prime invasioni barbariche
Un secondo momento importante fu vissuto dalla città intorno alla metà del III secolo, quando si trovò al centro di uno scontro tra il legittimo imperatore, Filippo l'Arabo, e il suo rivale, Decio. Questa contesa, che si concluse con una battaglia combattuta presso la città e la morte dell'imperatore, oltre a favorire nella seconda metà del secolo l'attacco di popolazioni barbare ai confini dell'Impero romano, ribadì l'importanza strategica della Verona romana. Il centro, in particolare, attraversò un momento di grave pericolo quando, nel 258, gli Alemanni irruppero attraverso la Rezia e la valle dell'Adige nella Pianura Padana. L'imperatore Gallieno riuscì tuttavia a sconfiggerli sotto le mura di Mediolanum. Questo episodio rese evidente come il limes danubiano stesse divenendo sempre più fragile e insufficiente a proteggere i confini della penisola. Proprio per questo motivo Gallieno decise di restituire a Verona il suo ruolo di baluardo italico, che già aveva assolto durante la tarda età repubblicana.

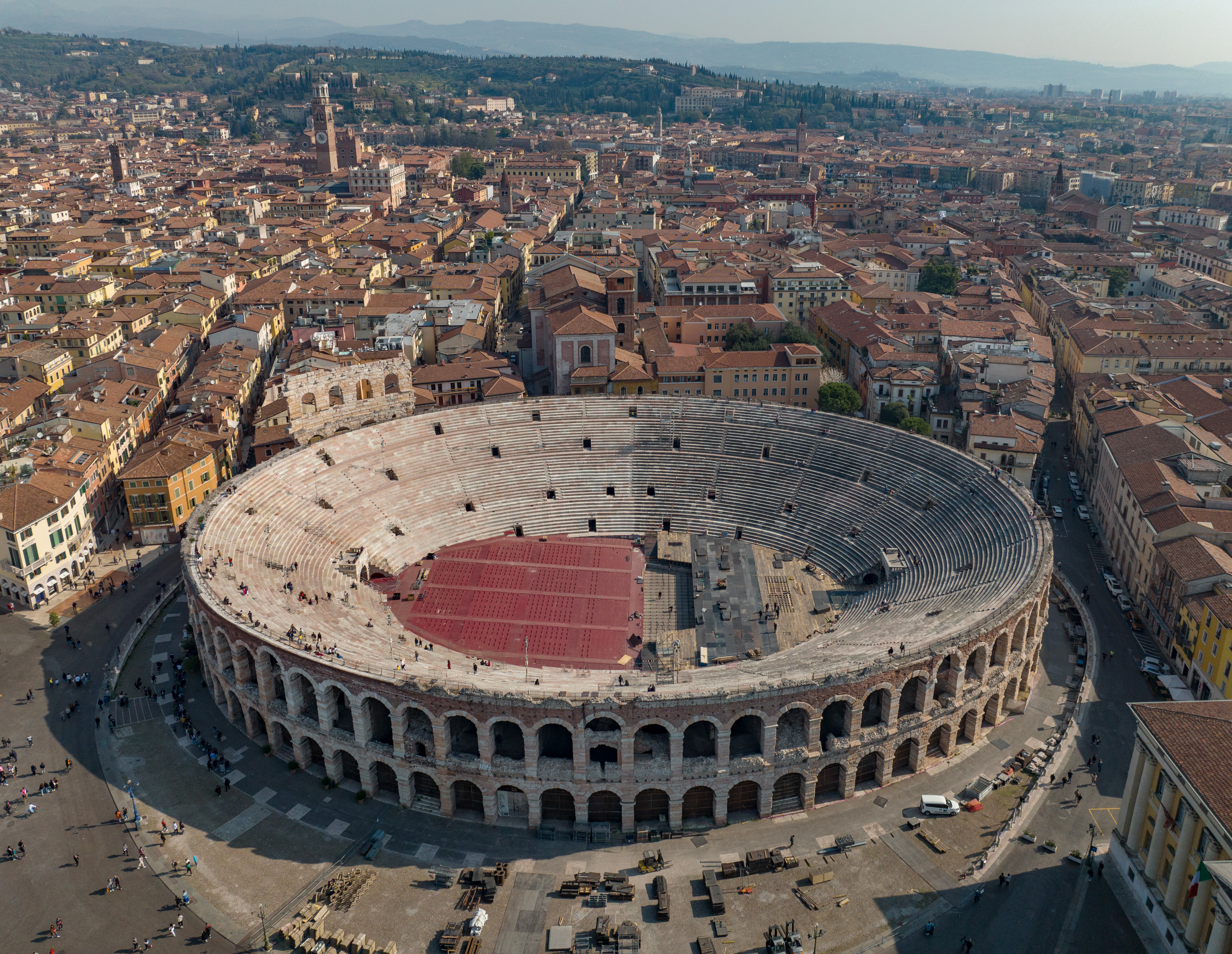
L'anfiteatro di Verona, rimasto escluso dalla cerchia muraria di età repubblicana, fu strategicamente inserito nella più tarda cortina voluta dall'imperatore Gallieno

Le vecchie mura repubblicane, infatti, non erano più efficaci come un tempo; inoltre, l'imponente anfiteatro romano cittadino si situava poco fuori dalle stesse e, se conquistato da forze nemiche, poteva costituire un pericolo per la città medesima. Gallieno decise quindi di ristrutturare e rafforzare la cinta d'epoca repubblicana, anche tramite l'addossamento al paramento esterno di torri quadrangolari di rinforzo, e di costruire un'addizione alla cortina muraria di 550 metri, in modo da cingere e proteggere anche l'anfiteatro. I lavori durarono soli sette mesi, dal 3 aprile al 4 dicembre del 265: la notevole velocità con cui fu realizzata la nuova cortina muraria è rivelata dall'ampio utilizzo di materiali di spoglio in una muratura piuttosto disordinata. I quartieri suburbani cresciuti tra la cortina repubblicana e l'avvallamento naturale dell'Adigetto, quindi esterni al tessuto più consolidato, rimasero esclusi dal sistema difensivo in quanto troppo estesi e difficilmente difendibili. L'imperatore potrebbe però aver provveduto a fortificare anche l'altra sponda dell'Adige, in modo da difendere da eventuali attacchi l'area monumentale sorta sulle pendici del colle San Pietro, in particolare il teatro romano, e l'accesso ai due ponti, il pons lapideus e il pons marmoreus. Tramite questi interventi Gallieno riuscì a dotare Verona di difese nuovamente armoniche ed efficaci, consone a controllare sia il traffico fluviale che la via della valle dell'Adige, da dove maggiore era il pericolo di aggressioni.
All'esterno della cortina muraria, a meridione del centro abitato, dovevano essere presenti diversi fortini utilizzati come avamposti difensivi della città, realizzati o ristrutturati durante gli interventi fatti eseguire dell'imperatore Gallieno. Uno dei fortilizi si sarebbe trovato nei pressi di un importante incrocio stradale, nel quale convergevano la strada proveniente da Hostilia e il raccordo meridionale di circonvallazione con la via Postumia e la via Gallica, mentre un secondo fortino doveva sorgere nell'area ora occupata da Castelvecchio, a guardia dell'incrocio tra le vie Postumia e Gallica. Si è inoltre ipotizzata la presenza di un vero e proprio castrum, sempre di epoca tardo-imperiale, nell'area extramurale compresa tra via Filippini, via Dietro Filippini, vicolo Oratorio e via Satiro, come evidenziato dalla conformazione fortemente geometrica ed evocativa dell'impianto urbano in quel settore della città, ancora oggi perfettamente leggibile.

### Caduta dell'impero e ampliamenti di Teodorico
Intorno agli anni della caduta dell'Impero romano, le strutture murarie subirono ulteriori modifiche. In particolare le torri furono dotate di speroni triangolari e alla vecchia cinta romana furono aggiunte torri a pianta pentagonale; i fornici delle postierle dei cardini e dei decumani minori furono chiusi. Questi accorgimenti fanno pensare che tali dispositivi furono necessari per proteggersi dall'invasione di Attila nel 452, oppure per l'arroccamento di Odoacre di fronte all'avanzata di Teodorico nel 489.

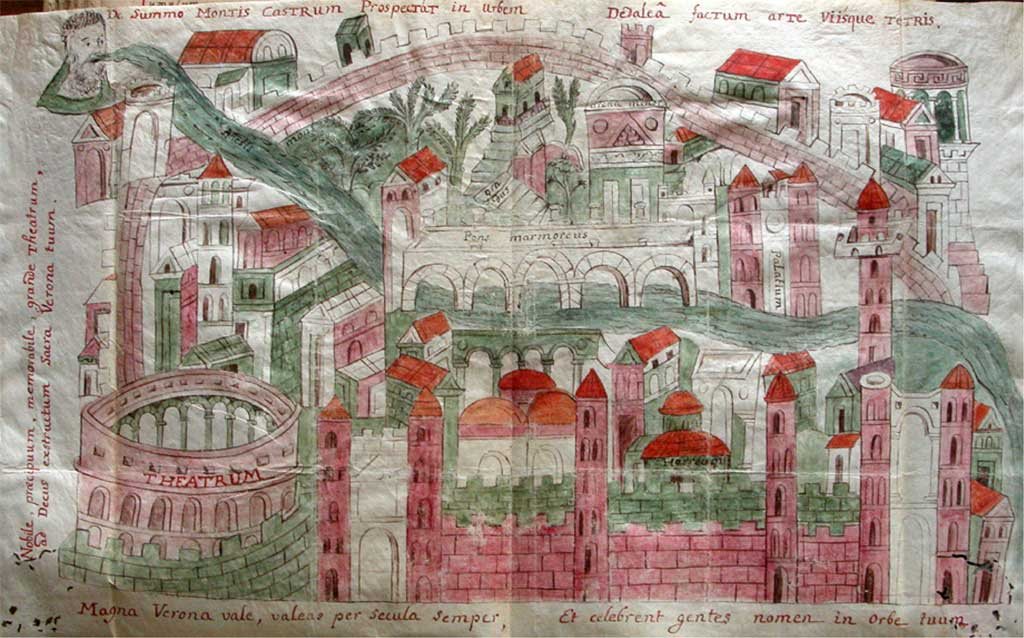
L'Iconografia rateriana, permette di rintracciare le mura repubblicane e imperiali (in verde brillante) e quelle edificate da Teodorico (rosate)

Intorno agli inizi del VI secolo, fu fatta realizzare dallo stesso Teodorico, il quale dedicò grandi attenzioni alla città, una seconda cinta muraria in sinistra d'Adige, che faceva sistema con la più antica cortina di origine tardo-repubblicana, posta una decina di metri più all'interno. Contestualmente, furono introdotti dei rivellini di fronte a porta Borsari e porta Leoni e furono rialzate le mura che l'imperatore Gallieno aveva fatto costruire intorno all'anfiteatro veronese. Gli ampliamenti e questa seconda cinta furono realizzati, come quella gallieniana, tramite l'uso di materiali di spoglio, tuttavia in questo caso la costruzione fu meno frettolosa e la tecnica costruttiva di fattura decisamente più curata.
Inoltre, sempre a Teodorico si potrebbe far risalire l'edificazione, o almeno la ricostruzione, della cinta muraria attorno al colle San Pietro, in sinistra d'Adige. Tra gli indizi che farebbero propendere per una sua committenza vi sarebbero fonti sia scritte sia materiali: le prime si possono rintracciare nell'Iconografia rateriana, una mappa del X secolo raffigurante Verona, in cui la cortina di età repubblicana e quella che cinge l'anfiteatro sono rappresentate di un colore verde brillante, mentre la cortina più esterna in destra d'Adige e quella collinare sono di un colore rosato, dando così maggiore attendibilità all'ipotesi che queste ultime due siano coeve. Dal punto di vista materiale, un segnale della costruzione di una nuova cinta che avrebbe protetto il colle deriva dal fatto che fu sacrificata la parte absidale della chiesa di Santo Stefano (edificio che risale al V secolo) per la realizzazione della cortina muraria.
Tali difese rimasero sostanzialmente immutate da allora fino all'epoca pre-comunale grazie alle continue manutenzioni; più tardi, con la realizzazione delle più esterne mura comunali e scaligere, quelle di origine romana persero la loro funzionalità e utilità: nel corso dei secoli vennero in parte manomesse e in parte furono riutilizzate da case e palazzi che vi si addossarono.

## Descrizione

### Mura repubblicane

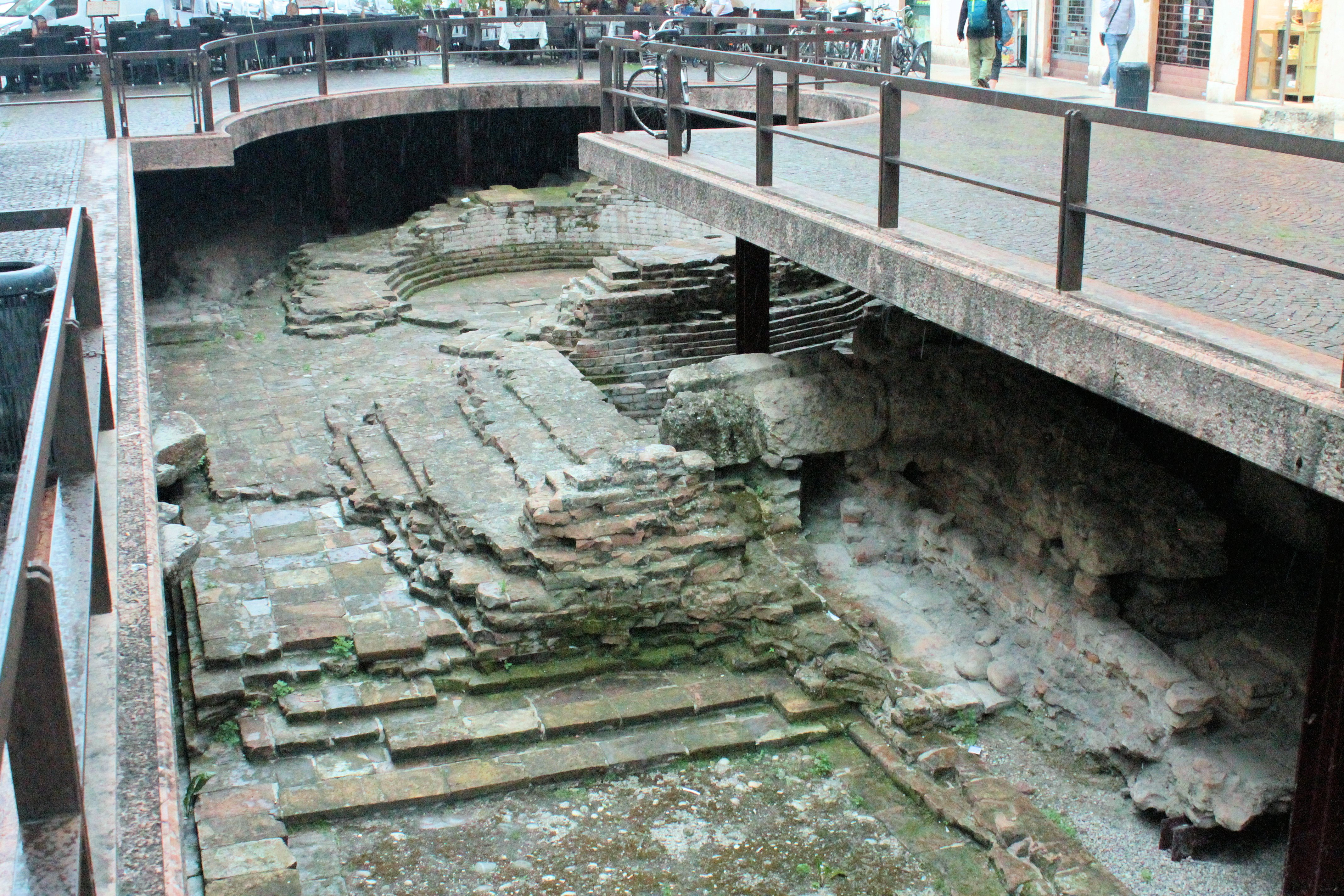
Fondazioni in laterizio di età repubblicana, appartenenti alla porzione perduta di porta Leoni

Le mura tardo-repubblicane si articolavano in due settori, uno a sud-ovest e uno a sud-est. Il settore sud-ovest segue, arretrato di circa una decina di metri verso il centro antico, l'allineamento formato da via Diaz, vicolo S. Andrea, corte Farina, vicolo del Guasto, piazza S. Nicolò e via Frattini. Poco prima di via Leoncino le mura piegavano verso sud-est, per ricollegarsi all'Adige con un tracciato che corrisponde all'incirca a quello di via Leoncino-via Amanti.
I due segmenti quindi partivano entrambi dalla riva dell'Adige e proseguivano rispettivamente con direzione nordovest-sudest e nordest-sudovest, in armonia con l'orientamento dell'impianto urbanistico della Verona romana. La cortina difensiva era lunga 940 metri e delimitava un'area dalla superficie approssimativa di 430 000 m². Le due porte Borsari e Leoni, aperte nei due tratti di mura, consentivano l'accesso alla città rispettivamente da sud-est e da sud-ovest.
La cortina muraria aveva una fondazione in conglomerato di ciottoli di quasi 4 metri di sezione, mentre l'elevato partiva da una larghezza di ben 3,60 metri alla base e andava restringendosi in sezione andando verso l'alto, per mezzo di alcune riseghe: il fronte verso campagna, dopo uno zoccolo di quattro filari e due riseghe iniziali di due filari, si alzava scandito da una serie regolare di riseghe, una ogni sei corsi di mattoni. Si trattava di una tecnica costruttiva comune in ambiente centro italico già dagli inizi del I secolo a.C., e documentato in Gallia Cisalpina poco più tardi, nel corso dello stesso secolo. Il prospetto verso la città aveva, invece, un profilo rettilineo, esente da riseghe.

### Mura imperiali

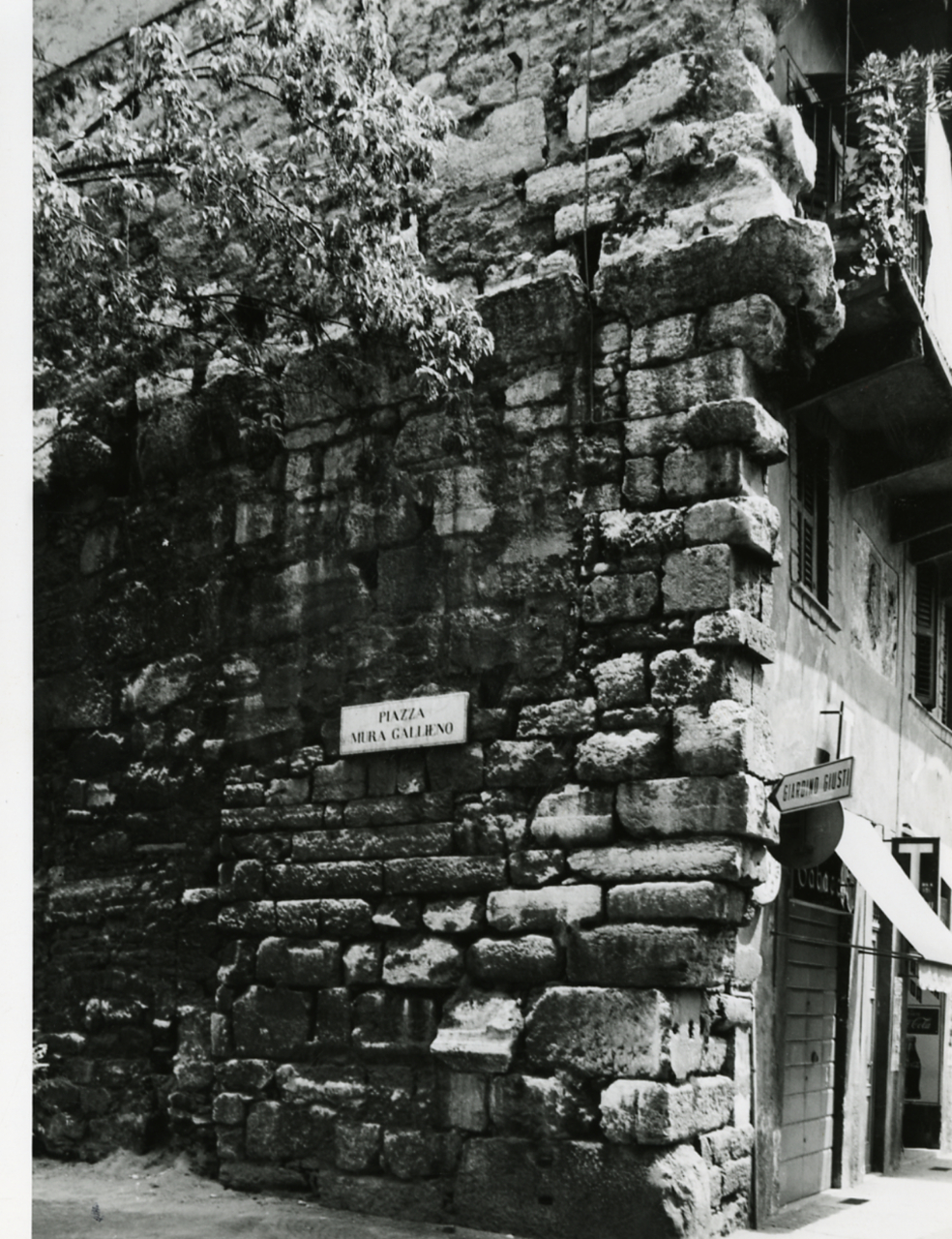
Le mura di Gallieno in prossimità dell'Arena di Verona, in una fotografia del 1972 di Paolo Monti

Un importante intervento di monumentalizzazione investì la città veronese nella prima metà del I secolo, coinvolgendo gran parte degli spazi e degli edifici pubblici cittadini: in questo contesto le due principali porte urbane, porta Borsari e porta Leoni, furono rinnovate addossando alla precedente struttura repubblicana in mattoni un nuovo prospetto lapideo, di grande impatto scenografico.
Più tardi la vecchia cortina di epoca repubblicana fu fatta rinnovare e rinforzare dall'imperatore Gallieno col fine di conferire all'ancora compatto centro urbano la saldezza e l'organicità proprie di un fortilizio, anche tramite l'aggiunta di alcune torri pentagonali e di speroni triangolari alle recuperate torri repubblicane. La nuova cinta muraria lunga 550 metri fu invece realizzata per includere l'anfiteatro romano, troppo incombente sui bastioni per non rappresentare un reale pericolo per la città, essendo distante dalle mura solo 80 metri e superandole in altezza di circa 23.
Le nuove mura che circondavano l'Arena di Verona si ricollegavano a quelle repubblicane tramite due ali che ricalcano i percorsi di via Mazzini e via Leoncino. Questo tratto era alto 7,5 metri, mantenendo quindi la stessa altezza del precedente, tuttavia in questa occasione si fece ampio uso di blocchi di spoglio provenienti, probabilmente, da necropoli, lastricati stradali ed edifici pubblici.
Inoltre si ebbe una possibile realizzazione di un'appendice delle mura anche sulla riva sinistra dell'Adige, che consentiva di proteggere da eventuali attacchi da nord sia il teatro romano di Verona che i ponti Pietra e Postumio. Il tracciato della nuova cinta muraria oltre Adige sarebbe partito a monte del pons lapideus proseguendo con un tratto curvilineo in via Santo Stefano, mentre oltre la ricostruzione del percorso delle mura è solo ipotetico, non essendo presenti evidenti resti archeologici. Tuttavia è stato ipotizzato che esse salissero lungo il crinale del colle monumentale, comprendessero la vetta su cui sorgeva un tempio, quindi scendessero a valle della spalla del pons marmoreum, ricongiungendosi alla sponda del fiume. Per consentire l'accesso alla città due porte si aprivano rispettivamente a monte e a valle dei due ponti.

### Mura romano-germaniche

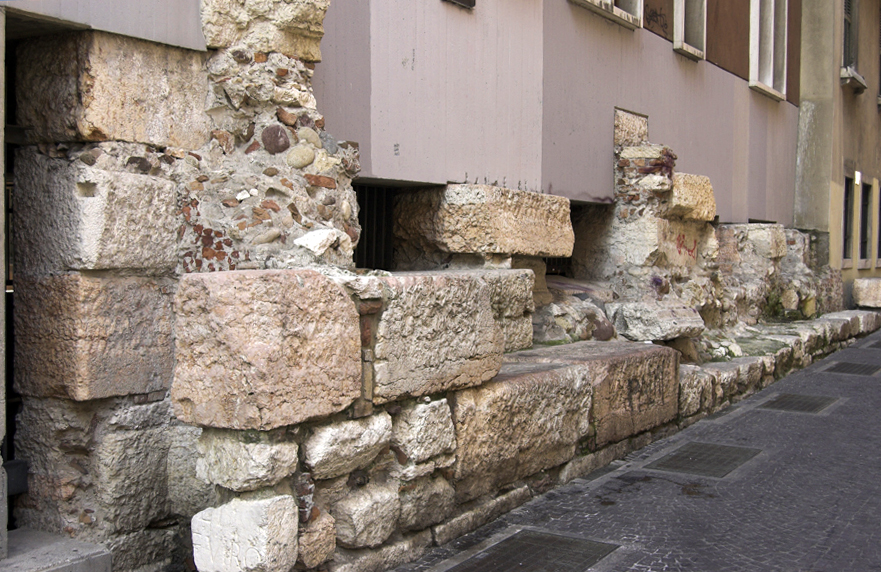
Resti delle mura teodoriciane in vicolo del Guasto

In epoca successiva a quella gallieniana risale la tamponatura e chiusura definitiva delle postierle e delle porte pedonali ai lati delle torri difensive; a Teodorico il Grande si deve invece l'edificazione di una nuova cortina muraria che ricalca pedissequamente il percorso della precedente difesa: questa rimaneva una decina di metri più all'interno e continuava a mantenere la sua funzione militare, facendo sistema con le nuove mura teodoriciane, che erano alte quasi il doppio di quelle romane, ben 13,65 metri. Davanti alle due porte urbiche la nuova cortina fu interrotta da due rivellini di pianta quadrata e murature spesse quasi 2 metri. Questi due avancorpi erano dotati di un unico fornice, al contrario delle porte più antiche, quindi l'apertura risultava in asse con i pilastri centrali di porta Borsari e porta Leoni.
Anche queste mura, come quelle di Gallieno, furono realizzate con l'ampio utilizzo di materiale di spoglio: il ritrovamento al loro interno di un blocco che reca scolpita una tabella con il numero LXIII appartenente all'anfiteatro indica che l'anello esterno dello stesso andò distrutto proprio in occasione della costruzione di questa cortina. La sua demolizione parziale fu resa necessaria sia allo scopo di recuperare materiale edilizio sia al fine di diminuire l'altezza dell'edificio, ritenuta ancora troppo pericolosa in caso di attacco. L'edificio mantenne comunque la funzionalità della cavea in quanto la riduzione in altezza di circa 12 metri provocò la perdita della sola galleria superiore e non della gradinata.
Molto probabilmente la cinta muraria fatta erigere in età imperiale sulle pendici di colle San Pietro fu potenziata o ricostruita, a causa della sua posizione eminente e strategica, tanto che proprio sulla sinistra d'Adige il re fece realizzare la sua dimora, forse ristrutturando le strutture dell'odéon romano.

### Stato di conservazione

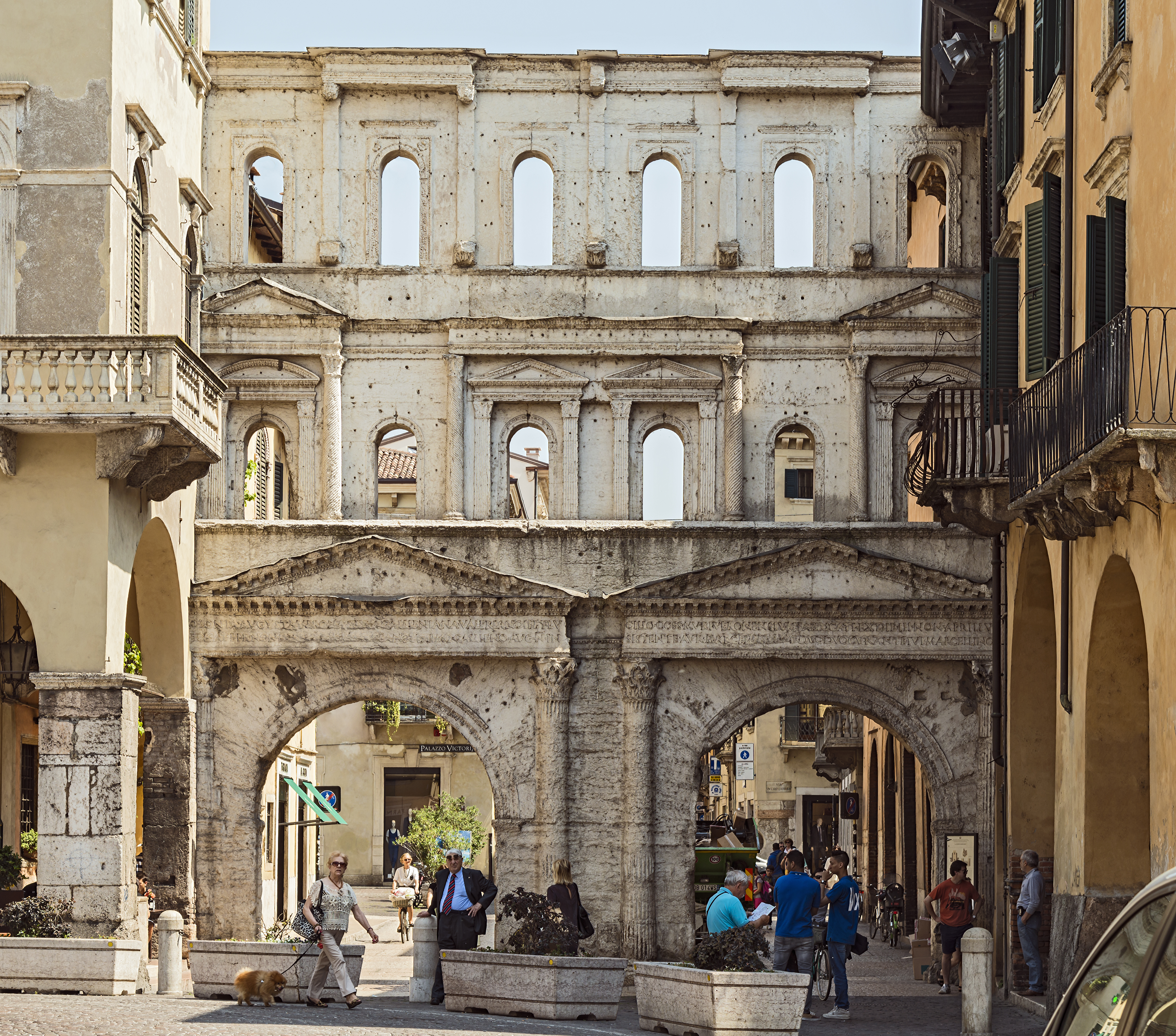
Il fronte ad agro di porta Iovia, oggi detta dei Borsari

Delle cortine murarie che cinsero l'abitato di Verona romana rimangono poche tracce visibili, anche se il loro tracciato è tutt'oggi molto evidente in quanto il tessuto storico è cresciuto e si è sviluppato addossandosi e riutilizzando porzioni di mura superstiti. Della cinta tardo repubblicana, in particolare, sono stati ritrovati solo due tratti di muro in mattoni, scoperti tra l'Adige e porta Borsari e in via Leoncino, mentre delle mura imperiali si sono conservati resti più cospicui, principalmente in piazza Mura di Gallieno. Della cortina fatta erigere da Teodorico invece rimangono visibili cospicui resti in via Diaz, nei vicoli San Matteo e del Guasto, nelle vie San Cosimo, Leoncino e Amanti.
Delle porte che si aprivano lungo la cinta muraria sono rimaste quella sudorientale, detta dei Leoni, che è giunta sino ad oggi con gli elementi essenziali del suo sviluppo sia in piano che in alzato, e quella sudoccidentale, detta dei Borsari (ma in epoca romana conosciuta col nome di porta Iovia), di cui rimane in ottime condizioni di conservazione il fronte lapideo verso campagna.
Dallo studio delle porte è facilmente intuibile che un programma di monumentalizzazione interessò entrambe le due principali porte urbiche, cui furono rinnovate le facciate con l'aggiunta di prospetti lapidei addossati alle strutture laterizie. In particolare in porta Leoni rimane, lato città, il mezzo prospetto di sinistra della porta lapidea imperiale e, leggermente celata alla vista e arretrata di meno di un metro, si può intravedere la porta repubblicana, principalmente costruita in mattoni, tranne i fornici e le parti decorative per cui è stato utilizzato il tufo tenero delle colline veronesi. Inoltre è stato lasciato a cielo aperto lo scavo archeologico di una delle due imponenti torri a 16 lati e oltre 7 metri di diametro che racchiudevano la porta ad agro. Della porta Iovia invece è scomparso il fronte verso la città e si conserva solo quello verso la campagna di età imperiale, in cui emerge un'esuberante ricchezza ornamentale e un gusto coloristico assai marcato, che sottolineano la funzione di rappresentanza e di ingresso alla città dall'importante via Postumia.